# Eastland County
Eastland County är ett administrativt område i norra delen av centrala Texas. Den administrativa huvudorten (county seat) är Eastland.
Vid folkräkningen år 2000 hade Eastland County en befolkning på 18 583.  Det har fått namn efter William Mosby Eastland, en soldat under Texas revolt mot Mexiko.

## Geografi
Enligt United States Census Bureau så har countyt en total area på 2 414 km². 2 398 km² av den arean är land och 16 km² är vatten.

### Angränsande countyn
- Stephens County - norr
- Palo Pinto County - nordost
- Erath County - öster
- Comanche County - sydost
- Brown County - söder
- Callahan County - väster
- Shackelford County - nordväst

### Städer
- Carbon
- Cisco
- Eastland
- Gorman
- Mangum
- Ranger
- Rising Star
- Romney